# Campagne d'Afrique de l'Est (Seconde Guerre mondiale)
Pour les articles homonymes, voir Campagne d'Afrique de l'Est.
Théâtre africain de la Seconde Guerre mondiale
Batailles
Affrontements
- Soudan
- Invasion italienne du Somaliland (Tug Argan)
- Côte française des Somalis
- Convoi BN 7
- Agordat
- Appearance
- Keren
- Saïo
- Amba Alagi
- Culqualber
- Gondar
- Guérilla italienne en Éthiopie

Articles associés
- Force Gidéon
- Résistance éthiopienne
- Flottille de la mer Rouge
- Desert Air Force
- East Indies Station
- East Africa Command

Batailles et opérations des campagnes d'Afrique, du Moyen-Orient et de Méditerranée
- Guerre du Désert
- Campagne d'Afrique de l'Est
- Campagne d'Afrique du Nord
- Bataille de la Méditerranée
- Bombardements italiens de la Palestine mandataire
- Bombardement du Bahreïn
- Campagne du Gabon
- Campagne des Balkans
- Guerre anglo-irakienne
- Campagne de Syrie
- Résistance en Grèce
- Opérations en Yougoslavie
- Opérations anti-partisans en Croatie
- Invasion anglo-soviétique de l'Iran
- Bataille de Madagascar
- Offensive de Belgrade
- Campagne d'Italie
- Résistance en Macédoine

Front d'Europe de l'Ouest

Front d'Europe de l'Est

Bataille de l'Atlantique

Guerre du Pacifique

Guerre sino-japonaise

Théâtre américain
La campagne d'Afrique de l'Est est une série de batailles de la Seconde Guerre mondiale se déroulant de juin 1940 à novembre 1941, principalement au Soudan, en Érythrée, en Éthiopie, en Somalie et au Kenya.
Elle oppose l'Empire italien aux troupes alliées issues principalement du Commonwealth, notamment d'Inde, d'Afrique du Sud, de Rhodésie, du Nigeria et de la Côte-de-l’Or ; renforcées par les résistants éthiopiens, des soldats des Forces françaises libres et des Forces belges libres.
Elle s'achève par la défaite des troupes italiennes et leur évacuation de la zone.

## Contexte politique

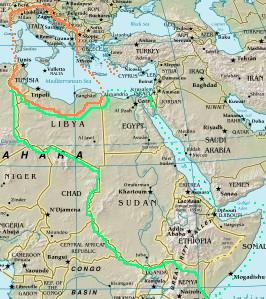
La vision d'un empire Mussolinien après la victoire finale de l'Axe — qui comprend l'Égypte, le Soudan, Djibouti et l'Est du Kenya. Cet empire étendu devait être poursuivi en Italie (limite en orange), et la Grande-Afrique (limites en vert).

Le 9 mai 1936, Benito Mussolini proclame l’empire d’Afrique orientale italienne, formé des colonies italiennes d’Érythrée et de Somalie ainsi que de l’Éthiopie, occupée depuis peu par l’Italie à l’issue de la seconde guerre italo-éthiopienne.
Le 10 juin 1940, lorsque Mussolini entre en guerre aux côtés de l’Allemagne contre le Royaume-Uni et la France, les forces italiennes stationnées en Afrique deviennent une menace contre les voies d’approvisionnement des Britanniques le long de la mer Rouge et à travers le canal de Suez.
En septembre, Mussolini attaque le territoire du royaume d'Égypte, où stationnent les troupes britanniques, à partir de la Libye italienne. En décembre, le Royaume-Uni lance une contre-offensive et prend la Cyrénaïque en janvier-février 1941. L’Afrikakorps intervient à la demande de l’Italie. Cette dernière reprend une partie de la Cyrénaïque avec l’aide de l’Allemagne.
En 1942, une deuxième offensive italo-allemande en Cyrénaïque fait tomber Benghazi, puis El Gazala, et enfin Tobrouk. Les troupes de l’Axe franchissent la frontière égyptienne le 28 juin mais sont arrêtées deux jours plus tard à El-Alamein par le général Auchinleck.
Le général britannique Archibald Wavell, commandant en chef au Moyen-Orient, disposait de 86 000 hommes dispersés entre l’Égypte, la Palestine, le Soudan anglo-égyptien, la Somalie britannique et le Kenya. Conscient de sa vulnérabilité, il s’efforça de lancer des attaques ponctuelles sur les principaux postes italiens afin de gagner du temps, doublées de raids agressifs. Il reçut des renforts de Grande-Bretagne et du Commonwealth à partir de juillet 1940. En attendant, il devait impérativement trouver des alliés sur place. L’empereur Hailé Sélassié Ier, en exil en Angleterre après avoir été détrôné par l’Italie en 1936, lui assura son soutien. Le 13 juin, il fut exfiltré vers Alexandrie, puis vers Khartoum, où il rencontra le lieutenant-général William Platt pour discuter de la libération de l’Éthiopie.
À la fin octobre 1940, Anthony Eden, secrétaire aux Affaires étrangères de Grande-Bretagne, réunit à Khartoum l’empereur Sélassié, le général sud-africain Jan Smuts, Wavell, Platt ainsi que le lieutenant-général Cunningham. Ils adoptèrent le plan général d’attaque, qui faisait également appel aux troupes irrégulières éthiopiennes. Le mois suivant, les cryptologues de Bletchley Park parvinrent à casser le code de l’Armée royale italienne, puis le Bureau combiné du Moyen-Orient cassa celui des forces aériennes. Cela donna un avantage considérable aux Britanniques, puisqu’ils auraient désormais connaissance de toutes les instructions reçues par les armées italiennes dès leur émission.

## Forces en présences

### Forces italiennes

#### Armée de terre italienne
Amédée II, duc d’Aoste, gouverneur général de l’Afrique orientale italienne et vice-roi d’Éthiopie, dispose de 250 000 à 280 000 hommes.
- L’infanterie régulière compte 10 000 Italiens et 110 000 Africains.
- La cavalerie comprend environ 50 000 cavaliers, dont seulement quelques milliers d’Italiens.
- L'artillerie compte 400 pièces d’artillerie et des blindés légers ou chenillettes.

À ces forces régulières, s'ajoutent des milices et des troupes de recrutement local, sans formation :
- 50 000 soldats irréguliers, appelés «Bandas», dont seuls les officiers sont italiens.
- 20 000 Chemises noires[2].
- 8 légions de travailleurs de 4 000 hommes chacune.

L’ensemble des forces terrestres italiennes sont équipées d’environ
- 3 300 mitrailleuses,
- 24 tanks M11/39,
- un grand nombre de chenillettes L3/35,
- 126 véhicules blindés et
- 813 pièces d’artillerie.

Le fusil le plus commun est le Carcano M91.
Environ 70 % des troupes italiennes sont composées d'Africains, en particulier d'askaris originaires d’Afrique de l’Est.
Les Érythréens des bataillons du Corps royal des troupes coloniales font partie des meilleures unités italiennes d’Afrique orientale. Mais la plupart des autres soldats, mal formés et mal équipés, ont été recrutés uniquement pour le maintien de l’ordre dans les colonies.
Les Éthiopiens, recrutés pendant la brève occupation italienne, désertent en nombre dès le début des combats.
Ces forces sont réparties en quatre secteurs :
- Secteur Nord : Érythrée sous les ordres du général Luigi Frusci
  - 13 brigades et 5 bataillons d’infanterie coloniale,
  - 8 bataillons de Chemises noires,
  - 1 bataillon d’infanterie italienne,
  - 2 escadrons et 2 compagnies de « Bandas », cavalerie coloniale irrégulière,
  - 2 unités de garnison,
  - 3 batteries d’artillerie.

- Secteur Est : Abyssinie et Somalie italienne, le long des frontières avec la côte française des Somalis et la Somalie britannique, sous les ordres du général Guglielmo Nasi
  - 2 divisions d’infanterie,
    - 40e division d'infanterie « chasseurs d'Afrique »,
    - 65e division d'infanterie « grenadiers de Savoie »,

  - 1 compagnie d’infanterie motorisée,
  - 8 brigades et 4 bataillons d’infanterie coloniale,
  - 7 escadrons de cavalerie coloniale régulière,
  - 14 escadrons et 4 compagnies de «Bandas»,
  - 1 compagnie motorisée de reconnaissance équipée principalement de Fiat 611,
  - 2 compagnies blindées L3/35,
  - 2 compagnies blindées M11/39,
  - 7 batteries d’artillerie.

- Secteur Sud : Abyssinie, secteur de Jimma, sous les ordres du général Pietro Gazzera
  - 8 brigades et un bataillon d’infanterie coloniale,
  - 4 escadrons et 4 compagnies de « Bandas »,
  - 1 compagnie de cavalerie coloniale régulière,
  - 1 compagnie de cavalerie italienne.

- Secteur du Jubaland en Somalie italienne, frontière avec le Kenya, sous les ordres du général Carlo De Simone
  - 3 brigades et 7 bataillons d’infanterie coloniale,
  - 2 bataillons de « Bandas ».

Les Italiens et leurs troupes rencontrent deux problèmes majeurs : leur isolement géographique qui rend difficile l’envoi de renforts et d’approvisionnement, ce qui les amène à manquer de munitions et les maladies endémiques de la région, en particulier la malaria. On[Qui ?] estime que près du quart des hommes défendant Amba Alagi durant le siège d’avril 1941 ont souffert de la malaria, y compris le commandant Amédée II, qui décède de la tuberculose le 3 mars 1942 alors qu’il est détenu par les Britanniques.

#### Armée de l’air italienne
En juin 1940, l’armée de l’air italienne en Afrique orientale dispose de 200 à 300 avions de combat :
- des bombardiers Savoia-Marchetti SM.79,
- des Savoia-Marchetti SM.81,
- des chasseurs Fiat CR.42 Falco.

Les pilotes jouissent d’un bon niveau d’entraînement, mais ils manqueront cruellement de ravitaillement en fioul, munitions et pièces de rechange.

#### Flotte italienne
La Regia Marina maintient une présence en mer Rouge, principalement basée dans le port de Massawa en Érythrée, mais aussi à Mogadiscio et à Assab.
La flotte de la mer Rouge comprenait :
- sept destroyers organisés en deux escadres,
- cinq torpilleurs MTB,
- huit sous-marins organisés en deux escadres.

La flotte italienne menace les convois alliés ralliant la mer Rouge depuis le golfe d’Aden. Mais leurs opportunités d’attaque en mer Rouge s’envoleront au fur et à mesure de la diminution des stocks de carburant à Massawa.

### Forces britanniques et du Commonwealth
Outre les unités en Afrique, les Forces britanniques d'Aden servent en appoint et offrent une couverture aérienne et navale.

#### Armées de terre de Grande-Bretagne et du Commonwealth
Initialement, les troupes de Grande-Bretagne et du Commonwealth en Afrique de l’Est sont composées de 30 000 hommes sous le commandement :
- du major-général William Platt au Soudan,
- du major-général Douglas P. Dickinson puis de Alan Cunningham en Afrique orientale britannique et
- du lieutenant-colonel Arthur Reginald Chater (en) en Somalie britannique.

En fort sous-nombre face aux Italiens, ils sont légèrement mieux équipés et disposent de voies d’accès pour recevoir des renforts et du ravitaillement.
Soudan
Le 10 juin 1940, avant l’arrivée de la 4e division d'infanterie indienne et de la 5e division d'infanterie indienne, William Platt n’a que trois bataillons d’infanterie et les Forces de défense du Soudan (Sudan Defence Force) pour tout le territoire soudanais.
Kenya
Au Kenya, les King's African Rifles sont composés de deux brigades, une pour la défense de la côte et la seconde pour l’intérieur, auxquelles vinrent s’ajouter deux nouvelles en juillet. Des renforts arrivèrent d’Afrique du Sud à Mombassa et à la fin de l’année 1940, 27 000 sud-africains servaient en Afrique de l’Est.
Deux brigades arriveront également depuis la Côte-de-l'Or et le Nigeria.
Somalie
Au Somaliland britannique, le Somaliland Camel Corps compte 1 465 hommes pour défendre la colonie, dont un bataillon du régiment de Rhodésie du Nord.

#### Armées de l’air britannique et du Commonwealth
Les Britanniques et autres membres du Commonwealth n’ont qu’une centaine d’avions en Afrique orientale, dispersés entre le Soudan et le Kenya. Leur équipement de base est moins performant que celui des Italiens, mais ils sont mieux approvisionnés.

#### Flotte britannique
Jusqu’à la Seconde Guerre mondiale, l’océan Indien est considéré comme un lac britannique, entouré de possessions de la Couronne. Une bonne partie des ressources de la Grande-Bretagne doivent le traverser :
- pétrole du golfe Persique,
- caoutchouc de Malaisie,
- thé indien,
- vivres d’Australie et de Nouvelle-Zélande.

En temps de guerre, la Grande-Bretagne sait pouvoir compter sur la loyauté et la force défensive australienne et néo-zélandaise.
En dépit de cela, la Royal Navy a tendance à y reléguer ses vieilles unités, considérant ses bases en Chine et en Extrême-Orient comme des sources de renforts pour d’autres champs de bataille.[réf. nécessaire]
Même en cas de grave danger, la Flotte orientale n’est dotée que de vieilles unités jugées trop lentes ou trop vulnérables pour servir dans l’Atlantique ou en Méditerranée.[réf. nécessaire]

### Forces françaises
Dès la fin 1940, la France libre met un escadron de spahis à la disposition des Britanniques, puis au début 1941, la brigade française libre d'Orient.
Deux bombardiers Martin Maryland forme l'escadrille française libre de grande reconnaissance n° 1 (French Bomber Flight n° 1) et participent à cette campagne. L'un d'entre eux obtient la première victoire aérienne des FAFL en abattant un Savoia-Marchetti SM.79 de la Regia Aeronautica le 16 août 1940. Ils seront ensuite abattus les 8 septembre et 16 décembre 1940 par la chasse italienne.

### Forces belges du Congo
Les forces belges d'Afrique sont commandées par le général-major Gilliaert. Elles comptent 15 000 hommes et 20 000 porteurs
(voir plus bas le récit de la campagne).

### Résistants éthiopiens
Les résistants éthiopiens, surnommés les Patriotes, sont un élément central de la reconquête de l’Éthiopie. Wavell y place beaucoup d’espoir, tandis que Platt doute que Sélassié dispose du soutien du peuple.
Le major Orde Charles Wingate, qui a passé cinq ans au sein de la Force de défense du Soudan, présente son plan d’action en Éthiopie à Wavell en décembre 1940. Ce plan comprend la formation d’une petite force régulière sous son commandement, devant servir de fer de lance en vue d’opérations militaires à Godjam.
Baptisée Force Gédéon d’après le personnage biblique, elle est composée du bataillon frontalier de la Force de défense du Soudan et du 2e bataillon éthiopien, équipés de mortiers de 3 pouces et de 15 000 chameaux.
Bien que formellement investi du commandement le 6 février 1941, Wingate en a déjà pris la tête pour marcher vers Godjam dès janvier. Il ne rencontre pas beaucoup d’obstacles en route, les Italiens ne contrôlant guère l’Éthiopie que sur le papier.
Les forces patriotes investissent rapidement les provinces de Godjam, Choa, Gimma, Galla-Sidama et Harage.

### Premiers mouvements
À partir de juin 1940, les Italiens testent la détermination des forces britanniques et du Commonwealth, le long des frontières du Soudan et du Kenya ainsi que dans la mer Rouge.
Le 13 juin 1940, 3 bombardiers italiens Caproni bombardent la base aérienne rhodésienne de Wajir, au Kenya tuant 4 soldats et en blessant 11, détruisant 2 avions Hawker Hart et incendiant une réserve importante de carburant. Les 14 et 15 juin, les Italiens bombardent régulièrement la base aérienne de Wajir.
Le 17 juin 1940, les Rhodésiens ripostent et mènent un raid avec le King's African Rifles (KAR), sur El Wak un avant-poste italien situé dans le désert à la frontière du Kenya et de la Somalie italienne, à 150 km environ au nord-est de Wajir. Les Rhodésiens bombardent et incendient les huttes de boue et de chaume et harcèlent les troupes ennemies. Puis les troupes se dirigent vers Moyale à la frontière du Kenya et de l'Éthiopie ou se concentrent les efforts italiens. En liaison avec la South African Air Force, les Rhodésiens entreprennent une reconnaissance et des bombardements dans cette région contestée.

### Les victoires belges

La campagne d'Érythrée

Depuis que l'Italie a déclaré la guerre à la Belgique en application des traités avec l'Allemagne nazie, les troupes belges du Congo, sous le commandement du général-major Gilliaert, sont en position de combattre, aux côtés des Anglais et des Français, contre les forces italiennes.

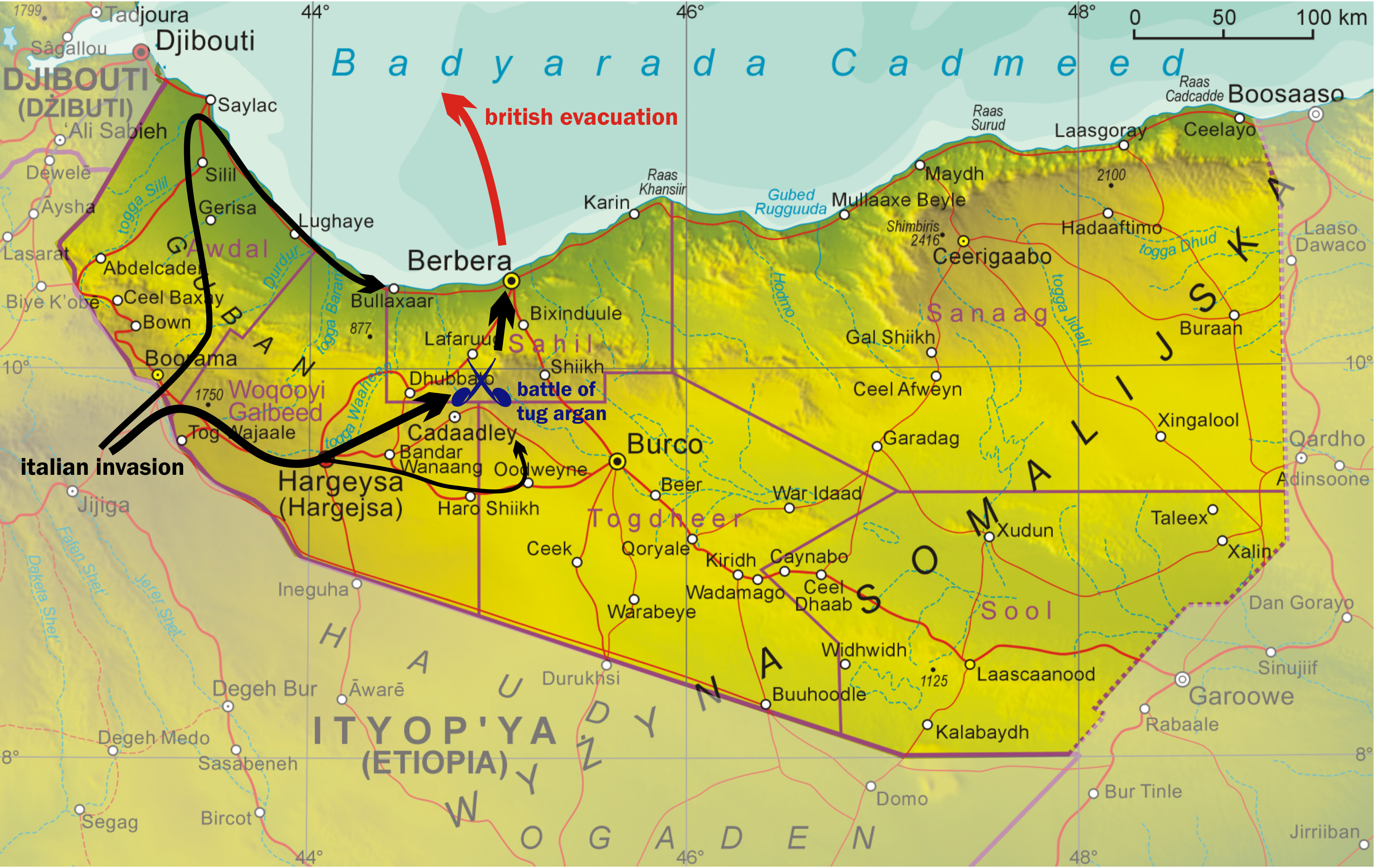
Invasion italienne de la Somalie britannique en août 1940.

Le 1er mars 1941, une colonne de 5 700 hommes (dont 1 900 porteurs) de la Force publique du Congo belge quitte Malakal sur le Nil et entame l'offensive contre les Italiens .
La stratégie globale est arrêtée par le général-major Gilliaert en accord avec l'état-major des forces anglo-françaises qui combattent au nord de l'Abyssinie. Pour ceux-ci et pour les forces venues du Congo belge, il s'agit de prendre l'armée italienne en tenaille. Un autre but est assigné aux troupes de Van der Mersch : protéger la voie du Cap au Caire, colonne vertébrale de l'Empire britannique en Afrique.
L'offensive belge oblige les Italiens à diviser leurs troupes en envoyant des forces pour contenir l'attaque lancée depuis le Soudan du Sud. Grâce à leur vitesse d'exécution, les Belges remportent la victoire d'Asosa. À la suite de leur défaite, les Italiens se retirent du territoire des Beni-Shanguls, ce qui allait permettre la jonction des Belges avec une colonne britannique venant d'Afodu.
L'offensive belge dut affronter un glacis fortifié défendant Gambela. Des avions italiens venus de Saïo exécutent un bombardement, mais sans effet, et les combats contre les forces du Duce se terminent par une victoire ponctuée par une charge à la baïonnette des soldats congolais commandés par un officier (De Coster) qui se souvenait des grandes charges de 1914-1918. À la faveur de la nuit, les Italiens se retirent de Gambela.
Des combats ont lieu sur les bords de la rivière Bortaï, les 14 et 15 avril. C'est là que les forces italiennes, dotées d'une supériorité écrasante en effectif, attaquent de deux côtés à la fois, tentant un encerclement. Les mitrailleuses commandées par un sergent congolais, le futur général Louis Bobozo, repoussent cette attaque et forcent la retraite italienne.
Finalement, c'est la bataille de Saïo. Dès le 2 juillet, l'état-major belge lance une attaque qu'il veut décisive, car il a enfin reçu deux batteries d'artillerie de campagne dotées de canons de montagne de 70 mm Saint-Chamond. De plus, la force aérienne sud-africaine, qui comprend une escadrille belge, dispose de supériorité aérienne face à l'aviation italienne. Avec l'artillerie belge, elle bombarde la ville de Saïo. Les troupes italiennes se débandent et la bataille se termine par la reddition à Asosa de 15 000 hommes avec toutes sortes de matériel.
La fin de cette campagne est marquée par une scène qui stupéfie les Belges : ils constatent qu'il y a, parmi leurs ennemis, un général italien d'origine belge nommé Van den Heuvel, accompagné de gradés italiens qui n'ont pu brûler leurs drapeaux et les ont lacérés pour en accrocher les morceaux à leurs uniformes, espérant que les lois de la guerre empêcheraient les Belges de porter la main sur eux pour s'en emparer. Pour les troupes alliées, la campagne d'Abyssinie avait un air de revanche des défaites de 1940, avec la capture de 15 000 prisonniers dont neuf généraux italiens, 370 officiers de grades supérieurs, 2 575 sous-officiers et soldats italiens, 3 500 militaires érythréens et oromos plus des milliers de porteurs. À quoi s'ajoutait un énorme butin en matériel comprenant des autos blindées, une imposante artillerie et 20 tonnes d'équipements médicaux et radios.
Les unités coloniales belges rebaptisées 1e brigade coloniale belge sont ensuite affectées en garnison en Égypte, au Nigéria et en Palestine mandataire, une unité médicale est créée en leur sein en 1943 et servira en Birmanie aux côtés des Britanniques  Elle comprenait 350 Africains et 20 européens elle restera active jusqu'en 1945.

## Décoration
ERYTHREE 1941 est inscrit sur le drapeau des régiments cités lors de cette bataille.